# Верхневодяной (Орловский район)
Верхневодяной — хутор в Орловском районе Ростовской области.
Входит в состав Курганенского сельского поселения.

## География
На хуторе имеются две улицы — Запрудная и Ковыльная.

## Население
| 2010 |
| ---- |
| 96   |